# Ou Chuliang
Ou Chuliang (chiń. upr. 区楚良, chiń. trad. 區楚良, pinyin Oū Chǔliáng; ur. 26 sierpnia 1968 w Guangzhou) – były chiński piłkarz występujący na pozycji bramkarza. W czasie swojej kariery piłkarskiej mierzył 180 cm wzrostu.

## Kariera klubowa
Ou Chuliang pochodzi z Guangzhou. Swoją zawodową karierę piłkarską rozpoczął w 1994 roku w miejscowym Hongyuanie. W pierwszym sezonie tam spędzonym nie rozegrał tam ani jednego mecze w lidze, ale od następnego stał się podstawowym piłkarzem swojego klubu. W ekipie Hisense występował do roku 1997. Następnie przeszedł do innego chińskiego klubu – Shanghai Shenhua. Grał tam przez dwa sezony, w czasie których rozegrał 47 spotkań ligowych. W tym czasie jego drużyna zajmowała kolejno 2. i 5. miejsce w tabeli chińskiej ligi. Następnie przeniósł się do Yunnan Hongta. Grał tam do roku 2003. Chuliang swoją karierę piłkarską zakończył w 2004 roku w Chongqing Qiche.

## Kariera reprezentacyjna
W reprezentacji swojego kraju Chuliang zadebiutował w roku 1992 w przegranym 5-2 towarzyskim spotkaniu z Kanadą. W tym samym roku został powołany przez selekcjonera Klausa Schlappnera do kadry na Puchar Azji. Na tym turnieju Chiny zajęły 3. miejsce. 4 lata później Qi Wusheng powołał go na następny Puchar Azji. Tym razem jego ekipa odpadła w ćwierćfinale po przegranym 4-3 meczu z Arabią Saudyjską a sam Chuliang wystąpił we wszystkich czterech spotkaniach. W roku 2000 został powołany przez Velibora Milutinovica na 12. edycję Pucharu Azji. Chińczykom poszło lepiej niż cztery lata temu i zajęli 4. miejsce. Chuliang na tym turnieju był zmiennikiem Jianga Jina i nie wystąpił w żadnym spotkaniu. 2 lata później był członkiem kadry Chin na Mundialu, gdzie jego reprezentacja zajęła ostatnie miejsce w swojej grupie. Chuliang jednak nie wystąpił wówczas w żadnym spotkaniu swojej drużyny. Łącznie w barwach narodowych wystąpił 74 razy.